# Lars Arvidsson
Lars Arvidsson (1949) es un distinguido briólogo, micólogo, liquenólogo sueco. Desarrolla su actividad científica-académica en el "Museo estatal de Göteborg", en Suecia.

## Algunas publicaciones
- 1983. Taxonomical Studies in the Lichen Families Coccocarpiaceae and Pannariaceae. Ed. Dep. of Plant Taxonomy, 62 pp. ISBN	 918602213X, ISBN 9789186022136

- 1982. A Monograph of the Lichen genus Coccocarpia  (enlace roto disponible en Internet Archive; véase el historial, la primera versión y la última).

- The lichen genus Erioderma (Pannariaceae) in Ecuador and neighbouring countries.  (enlace roto disponible en Internet Archive; véase el historial, la primera versión y la última).

- La abreviatura «Arv.» se emplea para indicar a Lars Arvidsson como autoridad en la descripción y clasificación científica de los vegetales.[1]